# Орден «Плайя Хірон»
Національний орден «Плайя Хірон» — державна нагорода Республіки Куба, один з трьох вищих орденів, поряд з орденами «Хосе Марті» і «Карлос Мануель де Сеспедес».

## Історія
Заснований на честь перемоги над десантом ЦРУ, що висадилися в квітні 1961 року в Плайя-Хірон під час операції в затоці Свиней. Став першим орденом, заснованим Радою міністрів комуністичної Куби в липні 1961 року. Першим кавалером ордена став радянський космонавт Юрій Гагарін.

## Опис
Орден кілька разів змінював вигляд.
Спочатку це була золота медаль діаметром 5 см і товщиною 1,5 мм.
На аверсі зображено ополченець (мілісіано) зі зброєю на тлі двадцяти прапорів, уособлюють двадцять республік Латинської Америки, а також девіз: Patria o muerte («Батьківщина або смерть»). На реверсі напис: Orden Nacional Playa Girón («Національний орден Плайя Хірон»). Стрічка ордена оливкового кольору.
У 1972 році ордену додали орденську стрічку кольорів національного прапора — червоного, білого і синього.
У 1979 році орден був повністю видозмінений. На аверсі зубчасте колесо, діаметром 45 мм, у центрі медальйон із зображенням повстанця на тлі прапорів, навколо медальйона 4-міліметровий ободок білої емалі з написами Playa Girón і Cuba, розділеними двома зірочками. Ободок знизу обрамлений двома срібними лавровими гілками шириною 5 мм. У верхній частині знака у формі півкільця — Прапор Республіки Куба.
Реверс ордена несе на собі пластину із зображенням герба Куби і написи у формі півкола: вгорі Republica de Cuba («Республіка Куба»), внизу Consejo de estado («Державна Рада»).
Знак за допомогою вушка прикріплюється до п'ятикутної колодки, обтягнутої шовковою муаровою стрічкою зі смугами червоного, синього, білого, оливкового та блакитного кольорів по 5 мм кожна.

## Нагороджені
- космонавт Юрій Гагарін (26 липня 1961 перший кавалер ордена),
- космонавт Валентина Терешкова (29 березня 1974),
- Генеральний секретар ЦК КПРС Леонід Брежнєв (1976),
- Голова Тимчасового військово-адміністративної ради Ефіопії Менгісту Хайле Маріам (1978),
- космонавт Юрій Романенко (1980),
- космонавт Леонід Попов (1980),
- космонавт Володимир Шаталов (1980),
- космонавт Валерій Рюмін0,
- космонавт Арнальдо Тамайо Мендес (26 вересня 1980),
- Анжела Девіс (3 жовтня 1972).